# Nordland II
Nordland II è il dodicesimo album in studio del gruppo musicale black metal svedese Bathory, pubblicato nel 2003 dalla Black Mark.

## Il disco
Questo album è la prosecuzione di Nordland I. Come avvenuto per il suo predecessore, le canzoni contenute sono incentrate sulla cultura vichinga. Era prevista l'uscita di altri due album, dal titolo Nordland III e Nordland IV, ma la morte di Quorthon lasciò incompiuto il progetto.

## Tracce
1. Fanfare – 3:37
2. Blooded Shore – 5:46
3. Sea Wolf – 5:26
4. Vinland – 6:39
5. The Land – 6:23
6. Death and Resurrection of a Northern Son – 8:30
7. The Messenger – 10:02
8. Flash of the Silverhammer – 4:09
9. The Wheel of Sun – 12:27
10. Outro (Instrumental) – 0:24

## Formazione
- Quorthon - voce, chitarra, basso, drum machine, effetti